# Сырбу, Иосиф
Иосиф Сырбу (рум. Iosif Sîrbu, 25 сентября 1925 — 6 сентября 1964) — румынский стрелок, первый в истории Румынии олимпийский чемпион. Заслуженный мастер спорта Румынии (1953).

## Биография
Родился в коммуне Шибот жудеца Алба. Когда ему было 7 лет, родители переехали в Бухарест, где его отец вскоре получил работу на стрельбище. Это дало возможность мальчику с 1937 года заняться стрелковым спортом, и уже в 1939 году он выиграл своё первое международное состязание — Кубок Бухареста.
На первом послевоенном чемпионате страны в 1946 году Иосиф Сырбу стал чемпионом в стрельбе стоя из произвольной винтовки. В 1948 году на Чемпионате Балкан он стал чемпионом в стрельбе из произвольной винтовки лёжа.
В 1952 году Иосиф Сырбу принял участие в чемпионате мира в Осло, но не завоевал медалей. В том же году на Олимпийских играх в Хельсинки он установил абсолютный олимпийский рекорд в стрельбе лёжа из малокалиберной винтовки на дистанции 50 м, набрав 400 очков 40 выстрелами, то есть попав каждым выстрелом в 10-очковую зону в центре мишени. Такой же результат набрал советский стрелок Борис Андреев, но по правилам того времени золотая медаль была присуждена Иосифу Сырбу, так как он попал в самый центр мишени 33 раза, а Андреев — только 28 раз.
Впоследствии у Иосифа Сырбу начало ухудшаться зрение, но, несмотря на это, он продолжал участвовать в Олимпиадах. В 1956 году на Олимпийских играх в Мельбурне он стал 5-м, а в 1960 году на Олимпийских играх в Риме — 12-м.
6 сентября 1964 года Иосиф Сырбу был найден мёртвым в своём доме в Бухаресте. О причинах его смерти официально не сообщалось, однако всеобщее убеждение заключается в том, что он покончил жизнь самоубийством из-за вердикта врачей, согласно которому по причине проблем зрением он не только не сможет принять участие в Олимпийских играх в Токио, но и вообще никогда не сможет участвовать в стрелковых соревнованиях.
Награжден орденом Труда 1-й степени (1952).